# Consell del Regne
El Consell del Regne era la denominació d'un òrgan corporatiu d'Espanya durant la dictadura de Francisco Franco, creat per la Llei de Successió en la Prefectura de l'Estat de 1947. Dins del complex institucional creat per jerarquitzar el règim (la denominada "democràcia orgànica"), era l'alt consell que assessorava al Cap de l'Estat en la presa de decisions de la seva exclusiva competència. Un antecedent del Consell del Regne és la institució del mateix nom que apareix en el Projecte de Constitució de 1929 de la Dictadura de Primo de Rivera.

## Composició
Consellers nats:
- el Tinent General de major antiguitat en actiu dels exèrcits de terra, mar i aire, per aquest mateix ordre.
- el Cap de l'Alt Estat Major.
- el Prelat de major jerarquia i antiguitat entre els quals eren procuradors en Corts.
- el President del Consell d'Estat.
- el President del Tribunal Suprem de Justícia.
- el President de l'Instituto de España.

Consellers electius, triats per votació pels grups de procuradors en les Corts Espanyoles:
- dos consellers pel Grup d'Administració Local.
- dos consellers pel Grup de Consellers Nacionals.
- dos consellers pel Grup de Representació Familiar.
- dos consellers pel Grup de l'Organització Sindical.
- un conseller pel Grup dels Rectors d'Universitats.
- un conseller pel Grup de Col·legis Professionals.

El President del Consell del Regne, era el President de les Corts Espanyoles, i era nomenat pel Cap de l'Estat a partir d'una terna de tres noms presentada pel Consell del Regne.

## Funcions
Era funció del Consell del Regne, proporcionar al cap de l'estat una terna de tres noms, perquè triés d'entre aquests un president del govern. Així mateix el cap de l'estat necessitava el Consell del Regne per a dissoldre o prorrogar les legislatures de les Corts Espanyoles, destituir al president del govern, així com moltes altres funcions.

## Presidents
- 1947 - 1965; Esteban de Bilbao Eguía
- 1965 - 1969; Antonio Iturmendi Bañales
- 1969 - 1975; Alejandro Rodríguez de Valcárcel y Nebreda
- 1975 - 1977; Torcuato Fernández Miranda Hevia
- 1977 - 1978; Antonio Hernández Gil

## Trajectòria
Durant la vida de Franco, aquest Consell era un pur formalisme, perquè l'única voluntat era la del dictador.
Amb l'arribada al tron de Joan Carles I, el Consell va facilitar el nomenament d'Adolfo Suárez com a President del Govern, encara que també alguns consellers van mostrar postures molt reaccionàries a la Reforma Política.
Les corts democràtiques van especificar que aquest òrgan quedaria dissolt després de la promulgació de la nova Constitució, en 1978.